# ONIX
ONIX (ONline Information eXchange) attualmente si riferisce a uno qualsiasi dei tre formati XML usati nel settore dell'editoria per la distribuzione e la catalogazione dei prodotti.
Il formato ONIX era in origine un unico standard per l'acquisizione di dati bibliografici relativi ai libri. Quello standard è stato ora denominato ONIX Libri ed è stata ulteriormente ampliato per dare un miglior supporto agli eBook.
È stato creato un secondo standard ONIX per la gestione dei periodici per gestire i metadati relativi alle diverse uscite.
C'è anche un terzo standard, ONIX per Pubblicazioni con Licenza (ONIX-PL) progettato per gestire le licenze in base alle quali le biblioteche e altre istituzioni utilizzano le risorse digitali.
Secondo EDItEUR, una delle principali organizzazioni che lavorano alla creazione degli standard ONIX, ONIX è: "un formato XML-based che fa parte delle norme internazionali volte ad agevolare la comunicazione da computer a computer per la creazione, distribuzione, concessione in licenza o in qualsiasi altra forma di pubblicazione sia fisica che digitale.

## Fonti
- ONIX for Books in Italiano, su medra.org. URL consultato il 19 marzo 2013 (archiviato dall'url originale il 28 luglio 2012).
- Book Industry Study Group - ONIX for Books, su bisg.org. URL consultato il 13 marzo 2013 (archiviato dall'url originale il 10 marzo 2013).
- EDItEUR - ONIX for Books, Overview, su editeur.org.
- EDItEUR - ONIX for Serials, Overview, su editeur.org.
- EDItEUR - ONIX for Publications Licenses, Overview, su editeur.org.